# Andreas Schiener
Andreas „Andi“ Schiener (* 30. November 1974 in Mödling) ist ein ehemaliger österreichischer Fußballspieler.

## Karriere
Andreas Schiener begann seine Profikarriere 1993 beim Bundesligaclub Admira Wacker, wo er auch sämtliche Nachwuchsmannschaften seit seinem 6. Lebensjahr durchlief. 1995 erreichte der Verein die dritte UEFA-Cup-Runde, Andreas Schiener steuerte zwei Tore bei, letztendlich scheiterte man aber an Juventus Turin. Danach wechselte er für zwei Jahre mit seinem Trainer Didi Constantini zum FC Tirol Innsbruck, wo man sich durch den UI Cup unter anderem gegen 1. FC Köln und Bayer 04 Leverkusen für den UEFA Cup qualifizieren konnte. Durch eine schwere Verletzung an der Achillessehne konnte er für seinen nächsten Club, FK Austria Wien, in zwei Vertragsjahren nur 14 Spiele bestreiten und war dem Karriereende bereits mit 23 Jahren sehr nahe. In einem neunmonatigen Engagement beim Zweitligaverein WSG Swarovski Wattens kämpfte sich Andreas Schiener wieder zurück und unterschrieb 2000 einen Vierjahresvertrag beim amtierenden Meister FC Tirol Innsbruck unter Trainer Kurt Jara. Dort feierte er zwei Meistertitel und stand einmal im österreichischen Cupfinale. Nach dem Konkurs des Vereins 2002 unter Trainer Joachim Löw zog es Andreas Schiener für drei Jahre zum Linzer ASK, wo er als Kapitän und Publikumsliebling den 6. Platz bei der Krone-Fußballerwahl errang. Danach wechselte er zum Regionalligaverein FC Waidhofen/Ybbs, für den er fünf Jahre unter Vertrag stand und unter Trainer Ivica Vastić den Meistertitel feierte.
Andreas Schiener blieb und bleibt dem Fußball aber stets treu und spielte nach einem halben Jahr Pause in fortgeschrittenem Alter noch in der Tiroler Gebietsliga beim FC Buch und seit 2012 bei der zweiten Mannschaft der WSG Swarovski Wattens als Routinier mit den Talenten der Zukunft.
Andreas Schiener spielte in allen österreichischen Jugendnationalmannschaften und 11-mal im U-21-Team unter den Trainern Bruno Pezzey und Heribert Weber.

## Titel und Erfolge
- 2 × Österreichischer Meister: 2001, 2002 (FC Tirol)
- 1 × Österreichischer Meister Regionalliga Ost: 2010 (FC Waidhofen an der Ybbs)
- 1 × Österreichischer Cupfinalist: 2001 (FC Tirol)